# Футбольная ассоциация Барбадоса
Футбольная ассоциация Барбадоса (англ. Barbados Football Association) — организация, осуществляющая управление футболом в Барбадосе. Создана в 1910 году, член ФИФА с 1968 года. Под управлением ассоциации находятся мужская сборная страны, а также все другие национальные футбольные сборные команды, представляющие Барбадос. Ассоциация также является членом Карибского футбольного союза.
Организация была основана в 1910 году как Любительская футбольная ассоциация Барбадоса. В 1925 году она была переименована и получила нынешнее название.